# Helicoma vaccinii
Helicoma vaccinii är en svampart som beskrevs av Lori M. Carris 1989. Helicoma vaccinii ingår i släktet Helicoma och familjen Tubeufiaceae.   Inga underarter finns listade i Catalogue of Life.